# إدوارد لويس (موظف مدني)
إدوارد لويس (بالإنجليزية: Edward Lewis)‏ هو موظف مدني نيوزيلندي، ولد في 21 يوليو 1831، وتوفي في 23 مايو 1913.